# 结绒蛤
结绒蛤（学名：Borniopsis nodosa），是帘蛤目猿头蛤科Borniopsis属的一种。主要分布于中国大陆，常栖息在潮间带。